# Daniel Humair
Pour les articles homonymes, voir Humair.
Daniel Humair, né le 23 mai 1938 à Genève, est un batteur et compositeur de jazz ainsi qu'un peintre suisse. 

## Carrière artistique

### Musicien
« Sans nul doute un des meilleurs batteurs du monde, Humair a joué avec tous ceux qui, de Stéphane Grappelli à Eric Dolphy, comptent sur la scène du jazz — ou presque, puisque lui-même a observé qu'il manque à la liste de ses partenaires Sonny Rollins et Miles Davis. »

— Le Nouveau Dictionnaire du jazz
Il a côtoyé la plupart des jazzmen des 50 dernières années : Don Byas, Lucky Thompson, Kenny Dorham, Bud Powell, Oscar Pettiford, Chet Baker, Eric Dolphy. Martial Solal, Pierre Michelot, René Urtreger, Barney Wilen, Michel Hausser, Stéphane Grappelli, Rhoda Scott, Antonio Farao, Jean-Luc Ponty, Eddy Louiss, les Swingle Singers, Jean-Christian Michel, la formation de Phil Woods (European Rhythm Machine), Jim Hall, Lee Konitz, Art Farmer, Joe Henderson, Dexter Gordon, Franco Ambrosetti, George Gruntz, Johnny Griffin, Herbie Mann, Anthony Texier et Henri Texier. Il joue également en trio avec Joachim Kühn et Jean-François Jenny-Clark, de même qu'avec Michel Portal, Bernard Lubat, Richard Galliano, Jerry Bergonzi ou David Liebman.

### Peintre
Parallèlement à son itinéraire de musicien, Daniel Humair poursuit sa vocation de peintre. Définissant lui-même sa peinture comme de l'« abstraction narrative », il a construit une œuvre cohérente, qui manifeste sa passion pour la peinture et sa connaissance de l'histoire de l'art.

## Engagement
En décembre 2023, il est signataire de la tribune en soutien à Gérard Depardieu alors accusé de viol, agression sexuelle et harcèlement sexuel.

## Décoration
Étant membre du conseil de l'ordre des Arts et des Lettres, il est ex officio commandeur de l'ordre des Arts et des Lettres.

## Discographie (sélection)
Source
- 1960 : Connexion
- 1960 : Humair Urtreger Michelot (le trio « HUM »)
- 1973 : Le Cœur des étoiles avec le clarinettiste Jean-Christian Michel et Guy Pedersen
- 1974 : Vision d'Ezéchiel avec Jean-Christian Michel et Guy Pedersen
- 1986 : Pastor avec Michel Portal
- 1979 : Humair Jeanneau Texier
- 1979 : Triple hip trip avec David Friedman (en) au vibraphone
- 1980 : Musique de lumière avec Jean-Christian Michel
- 1985 : Easy to read avec Joachim Kühn et Jean-François Jenny-Clark
- 1988 : From Time To Time Free avec Joachim Kühn et Jean-François Jenny-Clark
- 1993 : Usual confusion avec Joachim Kühn et Jean-François Jenny-Clark
- 1996 : L'Opéra de Quat'sous - Die Dreigroschenoper - The Threepenny Oper avec Joachim Kühn et Jean-François Jenny-Clark
- 1997 : Quatre fois trois, en trio avec JF Jenny-Clark et Dave Liebman, Marc Ducret et Bruno Chevillon, Michel Portal et Joachim Kuhn, George Garzone et Hal Crook (Label Bleu)
- 1998 : Robert Kaddouch en trio, avec Cesarius Alvim et Daniel Humair (K&M éditions)
- 1999 : Borderline, Antonio Farao, Daniel Humair, Jean-Jacques Avenel
- 2001 : Liberté surveillée avec Marc Ducret, Bruno Chevillon, Ellery Eskelin (Sketch Record)
- 2005 : Takes on Pasolini, Antonio Farao, Daniel Humair, Miroslav Vitouš
- 2008 : Full Contact
- 2010 : Pas de dense avec Tony Malaby et Bruno Chevillon
- 2012 : Sweet & Sour avec Émile Parisien, Vincent Peirani et Jérôme Regard (Laborie Jazz)

### AvecMartial Solal
- 1960 : Dermaplastic
- 1962 : Suite pour une Frise
- 1968 : European Episode, avec Lee Konitz (CAM)
- 1968 : Impressive Rome, avec Lee Konitz (CAM)
- 1999 : Contrastes (Storyville)

### Albums collectifs
- 1964 : Jazz Long Playing avec Jean-Luc Ponty, Eddy Louiss, Michel Portal, Guy Pedersen (Philips B 77.810 L)
- 1987 : Surrounded 1964/1987 avec Dolphy, Portal, Solal, Texier, Louiss, Mulligan…
- 1988 : 9/11 p.m. Town Hall, avec Michel Portal, Martial Solal, Joachim Kühn, Jean-François Jenny-Clark et Marc Ducret

## Récompenses
Source.
- 1987 : Grand prix du jazz décerné par la Sacem, prix Charlie Parker de l’Académie du disque et prix In Honorem de l’Académie Charles-Cros pour l’ensemble de sa carrière
- 1997 : Élu « musicien européen de l’année » par l’Académie du jazz
- 2000 : Victoires de la musique pour le trio HUM

## Expositions personnelles (sélection)
Depuis sa première exposition personnelle en 1965, à la galerie Discothèque à Bâle, Daniel Humair a eu plus de 150 expositions, notamment à la galerie Daniel Templon à Paris (1969), Craven (1973), Erval (1980, 1983, 1986, 1989, 1992), etc. 

### Expositions récentes
- 2000
  - Box Gallery, Tokyo
  - Villa Tamaris, La Seyne-sur-Mer
  - Galerie MR, Angoulême
  - Centre d’art contemporain, Noyers
- 2001
  - Galerie Vieille du Temple, Paris
  - Centre d’art contemporain, Bagneux
  - Centre d’art contemporain, Uzès
- 2002
  - Galerie Rémy Bucciali, Colmar
  - Galerie Nelly Leplattenier, Lausanne
  - Galerie Nelly Leplattenier, La Chaux-de-Fonds
- 2003
  - Galerie Eric Linard Garde, Adhemar
  - Galerie La Passerelle, Auxerre
  - Galerie Nicole Buck, Strasbourg
- 2004
  - Galerie Saint Pierre, Limoges
  - Maison de la Culture, Niort
  - Affiche Roland Garros, Paris
- 2005
  - Galerie Le Garage, Orléans
  - Médiathèque, Orléans
  - Galerie MR, Angoulême
- 2006
  - Centre culturel l’Alan, Montbéliard
  - Centre culturel, Cosne-sur-Loire
  - Affiche Palais idéal du facteur Cheval, Hauterives
- 2007
  - Orangerie des musées de Sens
- 2008
  - Centre culturel suisse, Paris
- 2010
  - Arsenal musée, Soissons
  - Galerie Jean-Pierre Bruaire, Granville
  - Galerie 14, Toucy
  - Galerie Élisabeth Couturier, Bourgoin-Jallieu
  - Galerie de la pointe[8], Paris
- 2011
  - Galerie Clara Scremini, Paris
- 2012
  - Galerie Virgile Legrand, Paris
- 2018
  - Galerie des Marches[9], Aubusson

### Filmographie
- En résonance, film de Thierry le Nouvel, documentaire 52 minutes (2014)